# Enrique Borwin I de Mecklemburgo
Enrique Borwin I, señor de Mecklemburgo (m. 28 de enero de 1227), fue el señor gobernante de Mecklemburgo desde 1178 hasta su muerte. A veces se usa una versión latinizada de su nombre ("Borwinus" o "Burwinus"); también se encuentra la forma "Buruwe", como son "Henricus Buruwi", "Heinricus Buriwoi", y "Hinricus Burwy".
Enrique Borwin I fue un hijo de Pribislao y su esposa, Woizlava de Pomerania. Pribislao fue un príncipe abodrita y fue el primer señor de Mecklemburgo. Murió el 30 de diciembre de 1178 de una herida que recibió durante un torneo en la corte de Enrique el León en Luneburgo, y Enrique Borwin I le sucedió como señor de Mecklemburgo. Poco antes de la muerte de Pribislao, Enrique Borwin I se casó con Matilde, una hija de Enrique el León.
Durante varios años, Enrique Borwin I luchó una guerra con su primo Nicolás I. Su suegro fue incapaz de ayudarle en esta guerra. Esta falta de ayuda exterior atrajo la atención del rey Canuto VI de Dinamarca, quien usó la situación para expandir su posición en la costa del mar Báltico. Los daneses hicieron prisionero a Enrique Borwin I. Tuvo que ceder Rostock a Dinamarca y aceptó a Canuto VI como su señor feudal. En 1200, Canuto le devolvió Rostock como un feudo. En 1202, luchó del lado danés en la batalla de Stellau. Los daneses ganaron, y Enrique Borwin fue premiado con otros dos feudos más: Gadebusch y Ratzeburg.
En 1218 y 1219, ayudó a la conquista danesa de Estonia, y, desde 1225 hasta 1227, los ayudó en una guerra contra Schauenburg.
Enrique Borwin I revivió las ciudades de Rostock y Wismar y fundó las abadías de Dobbertin, Tempzin y Sonnenkamp.

## Matrimonio y descendencia
Enrique Borwin I se casó dos veces. Su primera esposa fue Matilde, una hija de Enrique el León. Con ella, tuvo dos hijos:
- Nicolás II de Mecklemburgo (m. 1225)
- Enrique Borwin II de Mecklemburgo (m. 1226)

Su segunda esposa fue Adelaida. Con ella, tuvo una hija:
- Isabel (m. 1265), abadesa de Wienhausen desde 1241